# 1923 год в изобразительном искусстве СССР
1923 год был отмечен рядом событий, оставивших заметный след в истории советского изобразительного искусства.

## События
- 8 января в Москве в помещении бывшего «Художественного салона» К. И. Михайловой открылась выставка картин общества «Художников Московской школы». Среди 313 работ 43 авторов экспонировались произведения Бориса Иогансона, Василия Мешкова,  Василия Хвостенко и других художников[1].

- В Петрограде при Музее художественной культуры образован Государственный Институт художественной культуры (ГИНХУК), директором избран К. С. Малевич[2].

- 16 сентября в Петрограде в залах Музея города (бывшем Аничковом дворце) открылась «Выставка картин „шестнадцати“». Среди 107 работ 17 авторов экспонировались произведения Григория Бобровского, Михаила Бобышова, Исаака Бродского, Всеволода Воинова, Николая Дормидонтова, Николая Радлова, Аркадия Рылова, Павел Шиллинговский и других художников[3].

- В Петрограде залах Академии художеств открылась «Выставка картин художников Петрограда всех направлений за 5-летний период деятельности 1918—1923 гг.» В выставке приняли участие следующие художественные объединения: «Общество им. А. И. Куинджи», «Общество художников-индивидуалистов», «Община художников», «Товарищество передвижников», «Мир искусства», «Око», «Группа 16», «Уновис», «Зорвед», «Пролеткульт», «Группа новых течений в искусстве», а также отдельные художники, не принадлежащие к обществам. Среди 1621 работ 263 авторов экспонировались произведения Семёна Абугова, Михаила Авилова, Александра Бенуа, Михаила Бобышова, Исаака Бродского, Льва Бруни, Александра Вахрамеева, Георгия Верейского, Якова Гуминера, Мстислава Добужинского, Альфонса Жабы, Алексея Карева, Юлия Клевера, Марка Кирнарского, Петра Котова, Елизаветы Кругликовой, Николая Лапшина, Дмитрия Митрохина, Александра Самохвалова, Василия Сварога, Павла Филонова, Рудольфа Френца и других художников[4].

## Родились
- 15 февраля — Орлов Алексей Андреевич, русский советский живописец (ум. в 1988).
- 21 февраля — Смирнов Фёдор Иванович, русский советский живописец, Заслуженный художник Российской Федерации (ум. в 1988).
- 5 апреля — Канеев Михаил Александрович, советский живописец и педагог, заслуженный деятель искусств Российской Федерации (ум. в 1983).
- 5 июня — Подляский Юрий Станиславович, советский живописец и график, заслуженный деятель искусств Российской Федерации, народный художник Российской Федерации (ум. в 1987).
- 2 ноября — Пологова Аделаида Германовна, русский и советский скульптор, Заслуженный художник Российской Федерации, член Российской академии художеств (ум. в 2008).
- 5 ноября — Давыдов Анатолий Захарович, российский советский живописец и график, Заслуженный художник РСФСР (ум. в 2009).
- 7 декабря — Раздрогин Игорь Александрович, российский советский живописец и педагог, Заслуженный деятель искусств Российской Федерации, Заслуженный художник РСФСР.